# Fryčovice
Fryčovice (niem. Fritzendorf) – wieś gminna w kraju morawsko-śląskim, w powiecie Frydek-Mistek w Czechach. Powierzchnia 16,46 km². Leży w historycznym regionie Moraw około 8 kilometrów na zachód od miasta Frydek-Mistek, nad rzeką Ondřejnice. 
Wzmiankowane po raz pierwszy w 1267 roku. Miejscowość wchodziła w skład tzw. państwa hukwaldzkiego.
W miejscowości znajduje się zabytkowy kościół z XIV wieku.